# Lorraine Motors Corporation
Lorraine Motors Corporation war ein US-amerikanischer Hersteller von Automobilen.

## Unternehmensgeschichte
Das Unternehmen wurde 1920 in Grand Rapids in Michigan gegründet. Es übernahm das Werk der Hackett Motor Car Company und setzte deren Produktion von Automobilen fort. Der Markenname lautete Lorraine.
1921 übernahmen David Dunbar Buick, John J. Larkin und A. H. Wyatt das Unternehmen. Buick entwarf ein neues Modell. Es ist fraglich, ob es in Serienproduktion ging. Im August 1922 endete die Produktion. Im Dezember 1922 folgte der Bankrott. Insgesamt entstanden etwa 200 Fahrzeuge.
Es gab keine Verbindungen zur Lorraine Automobile Manufacturing Company und zur Lorraine Car Company, die den gleichen Markennamen benutzten.

## Fahrzeuge
Ab 1920 gab es das Model 20-A. Es hatte einen Vierzylindermotor von Herschell-Spillman mit L-Kopf und 35 PS Leistung. Das Fahrgestell hatte 290 cm Radstand. Zunächst stand nur ein Tourenwagen mit fünf Sitzen im Sortiment. 1921 folgten Limousine mit fünf Sitzen, Roadster mit zwei Sitzen und Coupé mit drei Sitzen.
Das Model 21-T hatte einen von Buick entworfenen Motor.